# El Rosario, Magdalena Jaltepec
El Rosario är en ort i Mexiko.   Den ligger i kommunen Magdalena Jaltepec och delstaten Oaxaca, i den sydöstra delen av landet, 300 km sydost om huvudstaden Mexico City. El Rosario ligger 2 019 meter över havet och antalet invånare är 160.
Terrängen runt El Rosario är lite kuperad, och sluttar söderut. Runt El Rosario är det glesbefolkat, med 20 invånare per kvadratkilometer. Närmaste större samhälle är Asunción Nochixtlán, 17,8 km norr om El Rosario. I omgivningarna runt El Rosario växer huvudsakligen savannskog.